# Aonidiella crenata
Aonidiella crenata är en insektsart som beskrevs av Alfred Serge Balachowsky 1953. Aonidiella crenata ingår i släktet Aonidiella och familjen pansarsköldlöss. Inga underarter finns listade i Catalogue of Life.